# Love and Monsters
Love and Monsters is een Amerikaanse post-apocalyptische monsterfilm uit 2020, geregisseerd door Michael Matthews. De hoofdrollen worden vertolkt door Dylan O'Brien en Jessica Henwick. De film ontving over het algemeen positieve recensies van critici. Bij de 93ste Oscaruitreiking werd de film genomineerd voor beste visuele effecten.

## Verhaal
Nadat raketten een asteroïde op weg naar de aarde hebben vernietigd, zorgt chemische neerslag ervoor dat alle koudbloedige dieren muteren in grote monsters. Het grootste deel van de mensheid wordt weggevaagd door de monsters en de legers die tegen hen vechten. Tijdens de evacuatie van zijn geboorteplaats Fairfield wordt Joel Dawson gescheiden van zijn vriendin Aimee, maar belooft haar te vinden; zijn ouders worden gedood door een monster terwijl ze proberen te ontsnappen. Zeven jaar later woont Joel in een van de vele ondergrondse bunkers die "kolonies" worden genoemd. Overlevenden hebben zich hier verzameld, op zoek naar voorraden en vechtende monsters. Berucht vanwege het bevriezen in gevaarlijke situaties, neemt Joel het koken en de reparaties over. Verschillende kolonies onderhouden contact via CB-radio; zes maanden eerder sprak Joel voor het eerst met Aimee. Nadat een gigantische mier zijn kolonie is binnengekomen en een van de overlevenden heeft gedood, maakt de Joel de gevaarlijke reis naar het westen naar de kolonie waar Aimee woont. Op weg door de buitenwijken wordt Joel aangevallen door een gigantisch paddenmonster, maar wordt gered door de verschijning van een zwerfhond genaamd "Boy". Hij neemt Joel eerst mee naar zijn verlaten huis, volgt hem later op zijn reis en waarschuwt hem voor giftige bessen en andere gevaren. Joel valt in een nest van wormachtige "zandvreters" wanneer twee overlevenden, Clyde Dutton en Minnow, hem redden. Je bent op weg naar het noorden naar de bergen waar het koudere weer en de hogere ligging minder monsters betekenen. Ze leren Joel wat basis overlevingstechnieken en schieten met de kruisboog en laten hem zien dat niet alle monsters vijandig zijn door te laten zien dat je de gevaarlijkheid van de monsters aan hun ogen kunt zien.
Ze nodigen Joel uit om bij hen te blijven, maar Joel staat erop dat hij Aimee moet vinden. Als ze uit elkaar gaan, geeft Clyde Joel een handgranaat. Onderweg wordt Boy gevangen genomen door een gigantisch duizendpootmonster. Joel bevriest, maar uiteindelijk schiet hij het monster neer met zijn kruisboog en redt Boy. In een verlaten motel ontmoeten ze een mensachtige robot genaamd Mav1s, die vrouwelijke eigenschappen heeft. Voordat haar batterij leeg is, kan Mav1s Joel's radio kort van stroom voorzien, zodat hij met Aimee kan praten. Hij verneemt dat nieuwe overlevenden hun kolonie per jacht hebben bereikt en beloven de kolonisten in veiligheid te brengen. De volgende dag worden Joel en Boy aangevallen door een zandvreterkoningin. Ze verstoppen zich, maar Boy blaft en onthult hun positie. Joel doodt de koningin met de handgranaat, maar schreeuwt naar Boy omdat hij haar in gevaar heeft gebracht, waarop hij wegrent. Terwijl hij door een rivier zwemt, wordt Joel aangevallen en hallucineert hij door giftige bloedzuigers, maar hij kan zichzelf redden met varenbladeren die een tegengif bevatten. Net voordat hij in elkaar zakt, ziet hij Aimee. Joel wordt wakker in een bed en ziet Aimee. Ze runt een strandkolonie vol oudere overlevenden die van haar afhankelijk zijn. Joel maakt kennis met de jongere nieuwkomers, Cap en zijn jachtbemanning. Terwijl iedereen hun aanstaande vertrek die avond viert, geeft Aimee toe dat ze blij is Joel te zien, maar dat ze een ander persoon is geworden en nog steeds rouwt om iemand die dicht bij haar stond.
Joel besluit terug te keren naar zijn kolonie en neemt via de radio contact met hen op. Hij leert dat zijn thuiskolonie het ook slecht doet. Cap stuurt Joel wat bessen die hij als giftig herkent en daarom Cap niet kan vertrouwen. Hij haast zich om Aimee te waarschuwen, maar wordt bewusteloos geslagen terwijl de kolonisten worden gedrogeerd. Joel, Aimee en de rest van hun kolonie worden wakker geboeid op het strand. Cap onthult dat zijn groep de kost verdient met het stelen van voorraden in kolonies en dat hun jacht wordt getrokken door een krabmonster dat Cap bestuurt met een elektrische ketting. Cap gebruikt elektrische schokken om de krab op het strand te dwingen om de kolonisten op te eten. Joel en Aimee kunnen zichzelf bevrijden en vechten voor hun leven tegen de krab en de piraten. Boy keert ook terug om te helpen. Wanneer Joel zich realiseert dat de gigantische krab niet vijandig is door hem in de ogen te kijken, bevrijdt hij hem door de elektrische ketting te verbreken. Joel en de kolonisten ongedeerd achterlatend, doodt de krab Cap en zijn bemanning in plaats daarvan, waardoor het jacht tot zinken wordt gebracht. Joel raadt Aimee en haar kolonie aan om naar het noorden te reizen. Na een romantische afscheidszoen belooft Aimee dat ze hem zal vinden. Joel dwaalt helemaal terug naar zijn kolonie; de kolonisten begroeten hem met verrukking. Iedereen besluit naar het noorden te gaan, de bergen in. Met behulp van de CB-radio inspireert Joel andere kolonies om naar de oppervlakte te komen en hen te volgen. Al in de bergen hebben Clyde en Minnow de kolonisten naar de bergen zien vertrekken en ze vragen zich af of Joel deze reis zal overleven.

## Rolverdeling
| Acteur            | Personage             |
| ----------------- | --------------------- |
| Dylan O'Brien     | Joel                  |
| Jessica Henwick   | Aimee                 |
| Michael Rooker    | Clyde                 |
| Dan Ewing         | Cap                   |
| Ariana Greenblatt | Minnow                |
| Ellen Hollman     | Dana                  |
| Tre Hale          | Rocko                 |
| Pacharo Mzembe    | Ray                   |
| Senie Priti       | Karen                 |
| Amali Golden      | Ava                   |
| Te Kohe Tuhaka    | Tim                   |
| Tasneem Roc       | Anna Lucia            |
| Thomas Campbell   | Anderson              |
| Joel Pierce       | Connor                |
| Melanie Zanetti   | Kala / stem van Mav1s |
| Bruce Spence      | Old Pete              |
| Hazel Phillips    | Janice                |
| Miriama Smith     | Maya                  |
| Andrew Buchanan   | Joel's vader          |
| Tandi Wright      | Joel's moeder         |
| Damien Garvey     | Bill                  |
| Julia Johnson     | Betty                 |
| Ariu Lang Sio     | Roberto               |
| Donnie Baxter     | Parker                |
| Helen Howard      | Rose                  |

## Productie
In 2012 bevestigde Paramount Pictures dat ze aan een monsterfilm werken met Shawn Levy als producer. Het is beschreven als een post-apocalypse film met een liefdesverhaal. In oktober 2018 werd Dylan O'Brien bevestigd als hoofdrolspeler en Michael Matthews als regisseur. Vijf maanden later werden Michael Rooker, Dan Ewing, Jessica Henwick en Ariana Greenblatt aan de rest van de cast toegevoegd.
Producer Shawn Levy zei dat de film enorm heeft geprofiteerd van het werk van cameraman Lachlan Milne, met wie hij eerder aan Stranger Things werkte. De stunts werden gecoördineerd door Glenn Suter, die bij zijn terugkeer met O'Brien samenwerkte om de Maze Runner: The Death Cure te voltooien nadat hij tijdens een stunt een ernstig ongeluk had gehad. De honden werden getraind door Zelie Bullen. De belangrijkste hond heette Hero en zijn dubbelganger heette Dodge.

## Release
De film zou oorspronkelijk op 6 maart 2020 uitkomen, maar in oktober 2019 werd de releasedatum verplaatst naar 17 april 2020. In februari 2020 werd het weer teruggeduwd, naar 12 februari 2021.
In augustus 2020 kondigde Paramount Pictures aan dat als gevolg van de COVID-19-pandemie de film op 16 oktober 2020 via video on demand zou worden uitgebracht. De titel van de film werd veranderd van Monster Problems in Love and Monsters. De film speelde ook in 387 Amerikaanse bioscopen voor het weekend van 16-18 oktober 2020. Netflix bracht de film op 14 april 2021 uit op hun service buiten de Verenigde Staten.

## Ontvangst
Op Rotten Tomatoes heeft Love and Monsters een waarde van 93% en een gemiddelde score van 7,30/10, gebaseerd op 106 recensies. Op Metacritic heeft de film een gemiddelde score van 63/100, gebaseerd op 14 recensies.

## Prijzen en nominaties
| Jaar | Prijs          | Categorie              | Genomineerde(n)                                           | Uitslag     |
| ---- | -------------- | ---------------------- | --------------------------------------------------------- | ----------- |
| 2021 | Academy Awards | Beste visuele effecten | Matt Sloan, Genevieve Camilleri, Matt Everitt & Brian Cox | Genomineerd |